# Aplocera fimbriata
Aplocera fimbriata är en fjärilsart som beskrevs av Edward Alfred Cockayne 1946. Aplocera fimbriata ingår i släktet Aplocera och familjen mätare. Inga underarter finns listade i Catalogue of Life.